# David Dunlap
David Coombs "Dave" Dunlap, född 19 november 1910 i Napa, död 16 december 1994 i Napa, var en amerikansk roddare.
Dunlap blev olympisk guldmedaljör i åtta med styrman vid sommarspelen 1932 i Los Angeles.